# دیوشد
دیوشد (به مجاری:  Diósd) یک منطقهٔ مسکونی در مجارستان است. دیوشد ۵٫۷۵ کیلومتر مربع مساحت و ۹٬۳۴۸ نفر جمعیت دارد.

## خواهرخوانده
شهر Cieszanów خواهرخواندهٔ دیوشد هست.